# Czesława Trąba
Czesława Trąba – polska agronom, dr hab. nauk rolniczych, profesor zwyczajny Instytutu Nauk Rolniczych w Zamościu Akademii Rolniczej w Lublinie i Katedry Agroekologii i Architektury Krajobrazu Wydziału Biologicznego i Rolniczego Uniwersytetu Rzeszowskiego.

## Życiorys
27 marca 1995 habilitowała się na podstawie pracy zatytułowanej Florystyczna i rolnicza charakterystyka łąk i pastwisk w dorzeczu Łabuńki. 10 stycznia 2001 uzyskała tytuł profesora nauk rolniczych. Została zatrudniona na stanowisku profesora zwyczajnego w Katedrze Agroekologii i Architektury Krajobrazu na Wydziale Biologicznym i Rolniczym Uniwersytetu Rzeszowskiego i w Instytucie Nauk Rolniczych w Zamościu Akademii Rolniczej w Lublinie.
Była kierownikiem Katedry Agroekologii i Architektury Krajobrazu Wydziału Biologicznego i Rolniczego Uniwersytetu Rzeszowskiego.